# Laodika VI
Laodika VI (gr. Λαοδίκη, Laodíkē) (zm. 113 p.n.e.) – księżniczka syryjska z dynastii Seleucydów i królowa Pontu poprzez małżeństwo z Mitrydatesem V Euergetesem.
Laodika urodziła się jako córka władcy Syrii Antiocha IV Epifanesa i jego siostry Laodiki IV. Jej dziadkami byli Antioch III Wielki i jego żona Laodika III. Z wcześniejszych małżeństw jej matki Laodika miała liczne rodzeństwo, w tym dwóch kolejnych władców Syrii, dwie królowe sąsiednich królestw hellenistycznych. W 152 p.n.e. Laodika była przywódczynią tych członków dynastii Seleucydów, którzy usiłowali osadzić na tronie jej przyrodniego brata Aleksandra Balasa na miejscu jej innego przyrodniego brata (syna Laodiki IV z jej drugiego małżeństwa) Demetriusza I Sotera.
Po 152 p.n.e. Laodika wyszła za mąż za króla Pontu Mitrydatesea V Euergetesa, który panował w latach 150 p.n.e.–120 p.n.e. Mitrydates i Laodika byli ze sobą spokrewnieni - jego matką, babką i prababką były księżniczki seleucydzkie - siostra Laodiki VI, Nysa była matką Mitrydatesa V. Nie wiemy niczego pewnego o stosunkach łączących parę królewską; mieli oni jednak ze sobą siedmioro dzieci: Laodikę, Mitrydatesa VI Eupatora, Mitrydatesa Chrestusa, Laodikę, Nysę, Roksanę i Stateirę, z których większość zginęła w czasie zdobycia przez Rzymian królestwa pontyjskiego w 63 p.n.e.
Mitrydates V został zamordowany około 120 p.n.e. w Synope na skutek otrucia podczas uczty. Testament Mitrydatesa V dzielił władzę nad Pontem pomiędzy Laodikę, Mitrydatesa VI Eupatora i Mitrydatesa Chrestusa. Synowie Laodiki byli jednak wciąż niepełnoletni i przez to niezdolni do sprawowania władzy, dlatego też Laodika przejęła regencję.
Laodika od przyjścia swoich dzieci na świat faworyzowała drugiego syna, przedkładając go nad brata. W czasie trwania jej regencji trwającej od 120 p.n.e. – 113 p.n.e. Mitrydates VI Eupator planował spisek przeciwko niej i ukrywał się w sąsiednich państwach. Regentka była rozmiłowaną w luksusie kobietą i jej orientacja polityczna szybko uczyniła ją sojuszniczką Rzymu - przyjmowała prezenty od senatorów i jej ekstrawagancja przyczyniła się w znaczącym stopniu do rosnącego deficytu.
Mitrydates VI powrócił do Pontu w 113 p.n.e. i został ogłoszony królem. Poczynił przygotowania do usunięcia matki i brata z należnego mu tronu, przez co stał się jedynowładcą. Mitrydates VI okazał łaskę matce i bratu zamykając ich w jednej celi więziennej. Laodika VI zmarła we więzieniu z przyczyn naturalnych, a w kilka dni później jej ukochany syn został oskarżony o zdradę i ścięty we więzieniu na rozkaz brata. Pogrzebał oboje podczas królewskiej żałoby.
Po śmierci Laodika została włączona do kultu dynastycznego i otrzymała własnych kapłanów.